# 渋谷清見
渋谷 清見（しぶや きよみ、1895年9月27日 - 1985年2月20日）は、日本の海軍軍人。最終階級は海軍少将。

## 経歴
高知県出身。渋谷周・茂兎夫妻の息子として生れる。海南中学校を経て、海軍兵学校および陸軍士官学校（第29期）を受験し、双方に合格している。1917年（大正6年）11月、海軍兵学校（45期）を卒業。1918年（大正7年）8月、海軍少尉任官。海軍大学校で航海学生として学ぶ。
1923年（大正12年）12月、「澤風」航海長となり、「沖風」航海長、「第17号駆逐艦」艤装員、「大泊」「安宅」「鶴見」「迅鯨」「川内」の各航海長を歴任し、1929年（昭和4年）11月、海軍少佐に昇進。
1931年（昭和6年）12月、「由良」航海長に転じ、「青葉」「磐手」の各航海長、横須賀鎮守府付、海軍航海学校教官などを務める。1935年（昭和10年）11月、海軍中佐に進級し、同月、「陸奥」航海長に就任。以後、航海学校教官兼海大教官、「愛宕」副長を歴任。1940年（昭和15年）10月、「佐多」特務艦長に異動し、同年11月、海軍大佐に昇進。1941年（昭和16年）9月、「球磨」艦長となり太平洋戦争を迎えた。
1942年（昭和17年）11月、横須賀鎮守府付に移り、水路部第2部第3課長、航海学校教頭兼研究部長を経て、1944年（昭和19年）2月、「隼鷹」艦長となる。マリアナ沖海戦で善戦するが乗艦が損傷を受け、同年12月、「長門」艦長に転じた。1945年（昭和20年）4月、横須賀鎮守府付となり、同年5月、海軍少将に進む。同月、第3特攻戦隊司令官に発令され終戦を迎える。同年11月、予備役編入となった。
1947年（昭和22年）11月28日、公職追放仮指定を受けた。